# Alfonso von Bourbon-Sizilien

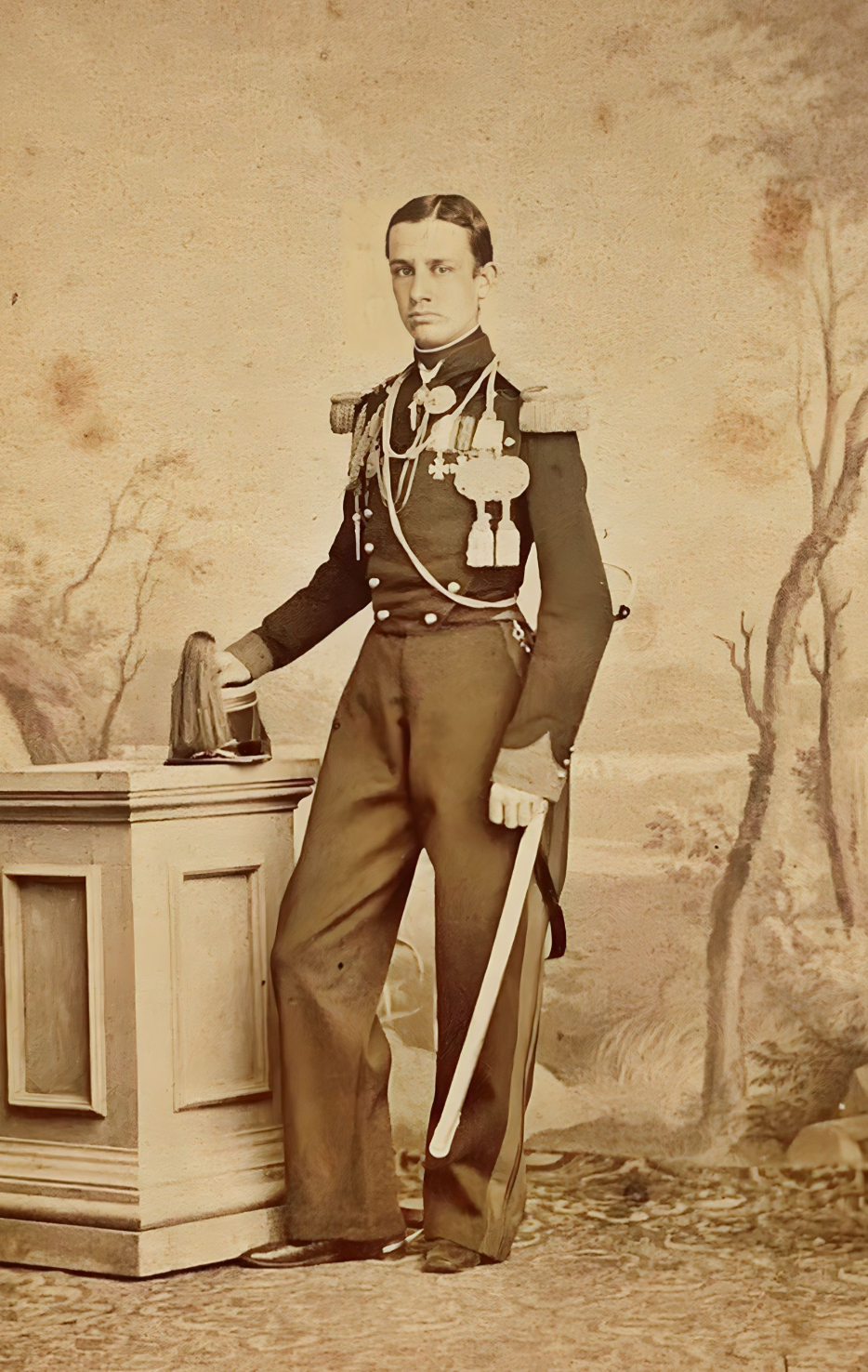
Alfonso von Bourbon-Sizilien, Graf von Caserta

Alfonso Maria Giuseppe Alberto von Bourbon-Sizilien, Graf von Caserta (* 28. März 1841 in Caserta, Provinz Caserta; † 26. Mai 1934 in Cannes an der Côte d’Azur) war ein Mitglied des Hauses Bourbon-Sizilien. Nach dem Tod seines Halbbruders Franz II., wurde er zum Thronprätendenten des Königreichs beider Sizilien.

## Leben
Alfonso war der dritte Sohn des Königs Ferdinand II. von Sizilien (1810–1859) und seiner zweiten Gemahlin Maria Theresia von Österreich (1816–1867), der ältesten Tochter des Erzherzogs Karl von Österreich-Teschen und der Prinzessin Henriette Alexandrine von Nassau-Weilburg.

Wappen als Graf von Caseta

Wappen als Oberhaupt des Hauses Bourbon-Sizilien

Nach dem Tod Franz’ II. (1836–1894) begrüßten die neapolitanischen Legitimisten – unter anderem L'Unione Meridionale, Associazione operaia monarchica und Circolo Ferdinando Pio della Gioventù studentesca legittimista – Alfonso, den Grafen von Caserta, als König Alfonso I. Er hatte sich bei Mentana in der Päpstlichen Schweizergarde hervorgetan, vor allem in Spanien während der Karlistenkämpfe, als Führer der nördlichen Truppen. Er beanspruchte den Thron des Königreiches beider Sizilien, und erst im letzten Abschnitt seines langen Lebens, nach der Aussöhnung zwischen der Kirche und dem Staat Italien, stellte er die Beziehungen zur italienischen Königsfamilie wieder her.
Es war daher selbstverständlich, dass nach seinem Tod im Mai 1934 sein erstgeborener Sohn Ferdinando Pio, Herzog von Kalabrien, nicht mehr als Prätendent, sondern nur noch als Chef des Hauses Bourbon-Sizilien folgte. In diesem Sinn wurden auch die Statuten des Konstantinsordens neu gestaltet, dessen Großmeister seit Karl VII. der König von Neapel war. Carlo, der Zweitälteste, hatte 1900 auf alle Ansprüche verzichtet, die ihm durch seine Zugehörigkeit zur neapolitanischen Linie erwachsen waren. Er wurde durch seine Heirat mit der Fürstin von Asturien naturalisierter Infant von Spanien. Deshalb ging beim Tode Ferdinando Pios der Titel des Familienoberhauptes an Ranieri, Herzog von Castro (1883–1973). Dies geschah nicht ohne einigen Widerstand von Seiten des Infanten Alfons von Bourbon-Sizilien (1901–1964), der als Sohn des Prinzen Carlos im Hinblick auf seine Ansprüche vom spanischen Thronprätendenten Juan de Borbón y Battenberg unterstützt wurde. Da die spanische Monarchie gestürzt worden war, hielt er den Verzicht seines Vaters auf die sizilianische Thronfolge für nichtig. Diesen Verzicht hatte sein Vater feierlich vor den Cortes in Madrid geleistet. Die italienischen Justizbehörden gaben ihm durch ein Urteil recht. Nach Ranieris Tod 1973 folgte ihm als Haupt der Familie und als Großmeister des Konstantinsordens sein Sohn Ferdinando, ebenfalls Herzog von Castro.

## Ehe und Nachkommen
Am 8. Juni 1868 heiratete Prinz Alfons in Rom seine Cousine (2. Grades), die Prinzessin Maria Antonia von Bourbon-Sizilien (1851–1938), die älteste Tochter von Francesco di Paola di Borbone, Graf von Trapani, und der Erzherzogin Marie Isabelle von Österreich. Aus der gemeinsamen Verbindung gingen zwölf Kinder hervor:
- Ferdinand Pio Maria (1869–1960), Herzog von Kalabrien, Prinz von Bourbon-Sizilien

⚭ 1897 Prinzessin Maria von Bayern (1872–1954)
- Carlo Maria Francesco d’Assisi Pasquale Ferdinando Antonio di Padova Francesco de Paola Alfonso Andrea Avelino (1870–1949), Prinz von Bourbon-Sizilien, Infant von Spanien

⚭ 1901 Infantin María de las Mercedes de Borbón (1880–1904)
⚭ 1907 Prinzessin Louise Françoise Marie Laure d' Orléans-Bourbon (1882–1958)
- Francesco di Paola (1873–1876), Prinz von Bourbon-Sizilien
- Maria Immacolata Cristina Pia Isabella (1874–1947), Prinzessin von Bourbon-Sizilien

⚭ 1906 Prinz Johann Georg von Sachsen (1869–1938)
- Marie Christine Caroline Pia (1877–1947), Prinzessin von Bourbon-Sizilien

⚭ 1900 Erzherzog Peter Ferdinand von Österreich-Toskana (1874–1948)
- Maria Pia Chiara Anna (1878–1973), Prinzessin von Bourbon-Sizilien

⚭ 1908 Prinz Louis d' Orléans-Bragança (1878–1920)
- Maria Giuseppina Antonietta (1880–1971), Prinzessin von Bourbon-Sizilien
- Gennaro Maria Francesco di Paola (1882–1944), Prinz von Bourbon-Sizilien

⚭ 1922 Beatrice Dorothy Bordessa, Contessa di Villa Colli (1879–1963)
- Ranieri Maria Gaetano (1883–1973), Herzog von Castro, Prinz von Bourbon-Sizilien

⚭ 1923 Carolina Gräfin Zamoyska (1896–1968)
- Filippo Maria Alfonso Antonio Ferdinando Francisco di Paola Lodovico Enrico Alberto Taddeo Francesco Saverio Uberto (1885–1949), Prinz von Bourbon-Sizilien

⚭ 1916–1925 Prinzessin Marie Louise d' Orléans (1896–1973)
⚭ 1927 Odette Labori (1902–1968)
- Francesco d'Assisi Maria Ferdinando Eudo (1888–1914), Prinz von Bourbon-Sizilien
- Gabriele Maria Giuseppe Carlo Ignazio Antonio Alfonso Pietro Giovanni Gerardo di Majella et Omni Sancti (1897–1975), Prinz von Bourbon-Sizilien

⚭ 1927 Prinzessin Malgorzata Czartoryska (1902–1929)
⚭ 1932 Prinzessin Cecilia Lubomirska (1907–2001)

## Ehrungen
- 1851 Großkreuz des Ordens Karls III.[1]
- 1861 Ritter des Militär-Maria-Theresia-Orden[2]
- 1869 Ritter des Verdienstordens des Heiligen Ludwig